# 貝沙爾區

貝沙爾區（阿拉伯语：‎），是阿爾及利亞的行政區，位於該國西部，由貝沙爾省負責管轄，首府設於貝沙爾，面積5,050平方公里，2008年人口171,724，人口密度每平方公里34人。